# Malala Olitte
María Laura Olitte Oliveira Y Silva (Asunción, Paraguay; 7 de febrero de 1982), más conocida como Malala Olitte, es una presentadora de televisión paraguaya. Es conocida por conducir el programa de televisión Tercer Tiempo. También es conductora de radio.

## Biografía
Es hija de Marita Oliveira y del actor y humorista José Olitte. Es hermana de la actriz y humorista Maricha Olitte.
Tiene dos hijos llamados Bruno y Gael Olitte.

## Carrera
En el 2015, se incorporó al programa No somos ángeles en el canal de televisión La Tele perteneciente al Grupo Vierci, estuvo a lado de Álvaro Mora, Carmiña Masi y Letizia Medina.
En el 2015 participó en Baila Conmigo Paraguay, también se incorpora como panelista al programa El Resumen en Telefuturo hasta el 2016.
En el año 2016 es panelista del programa Rebelados volviendo a La Tele junto a Álvaro Mora y Víctor "el preso" Gavilán. A mitad del año 2016 deja el programa Rebelados para incorporarse a TeleShow, programa del mismo canal en donde se encontraba trabajando. En agosto del 2016 se une al elenco de Tercer Tiempo todavía en Telefuturo, luego de la salida de Patty Orué. A finales del mismo año vuelve al programa El Resumen por un breve tiempo. En diciembre del 2016 es desvinculada del Grupo Vierci, dejando el canal Telefuturo, ya que decide acompañar al equipo de Tercer Tiempo, que en ese momento decidieron tomar el desafío de pasar a otro medio.
En el 2017 se incorpora al Grupo JBB para formar parte del programa La Única Tarde junto al presentador José Ayala, en Unicanal que meses después se mudan al Trece.
En febrero de 2017 inicia nuevamente el programa Tercer Tiempo a lado de Dani Da Rosa y todo el equipo en la Red Paraguaya de Comunicación actualmente Trece.
En el 2018 conduce en el Trece un programa de verano llamado Quiero Más Verano junto a Carlos Turrini, Leo Rivas, Fátima Fernández y Deyma Barrios.
Más tarde conduce ¿Cuánto Aprendiste en la Escuela? junto al presentador Leo Rivas.
En el 2019 conduce un programa de veranos junto a Chiche Corte y Tay Ocampos llamado A 40 Grados por Unicanal.
Fue ganadora del premio Paraná a la mejor conducción femenina.
En el 2020 vuelve a conducir A 40 grados durante el verano.
Actualmente sigue conduciendo el programa de televisión Tercer Tiempo junto a Dani Da Rosa y Enrique Pavón.
Se incorpora al programa Musas del Trece en reemplazo de Liliana Álvarez tras la sorpresiva renuncia de la misma.
En agosto del 2020, vuelve a la radio luego de 10 años, inicia el programa radial llamado "Mala Mía" en la 93.9 Tropicalia FM.

### Programas de televisión
| Año           | Programa                          | Canal              | Ref.   |
| ------------- | --------------------------------- | ------------------ | ------ |
| 2014          | No somos ángeles                  | La Tele            | [ 4 ]  |
| 2015          | Baila Conmigo Paraguay            | Telefuturo         |        |
| 2015-2016     | El Resumen                        | Telefuturo         |        |
| 2016          | Rebelados                         | La Tele            |        |
| 2016          | TeleShow                          | La Tele            |        |
| 2017          | La Única Tarde                    | Unicanal - Trece   | [ 7 ]  |
| 2018          | Quiero más Verano                 | Trece              | [ 9 ]  |
| 2018          | ¿Cuánto Aprendiste en la Escuela? | Trece              | [ 15 ] |
| 2016-presente | Tercer Tiempo                     | Telefuturo - Trece |        |
| 2019-2020     | A 40 Grados                       | Unicanal           | [ 11 ] |
| 2020-2021     | Musas                             | Trece              | [ 13 ] |

## Premios
| Año  | Premios        | Categoría                               | Nominada      | Resultado |
| ---- | -------------- | --------------------------------------- | ------------- | --------- |
| 2019 | Premios Paraná | Mejor conductora de Televisión Femenina | Malala Olitte | Ganadora  |